# Fraseria cinerascens
Papa-moscas-de-sobrancelha-branca ou papa-moscas-florestal-de-sobrancelhas (Fraseria cinerascens) é uma espécie de ave da família Muscicapidae.
Pode ser encontrada nos seguintes países: Angola, Benin, Camarões, República Centro-Africana, República do Congo, República Democrática do Congo, Costa do Marfim, Guiné Equatorial, Gabão, Gana, Guiné, Guiné-Bissau, Libéria, Nigéria, Senegal e Serra Leoa.
Os seus habitats naturais são: florestas subtropicais ou tropicais húmidas de baixa altitude e pântanos subtropicais ou tropicais.